# Paul Craig Roberts
Paul Craig Roberts (Atlanta, 3 de abril de 1939) é um economista norte-americano. Formado pelo  Instituto de Tecnologia da Geórgia, Universidade da Califórnia em Berkeley e Universidade de Oxford, onde ele era membro do Merton College, possui um PhD pela Universidade da Virgínia.

## Carreira
Ocupou um escritório de sub-gabinete no governo federal dos Estados Unidos, bem como cargos de ensino em várias universidades dos EUA. Ele é um promotor da economia do lado da oferta e um oponente da recente política externa dos EUA.
Roberts recebeu um doutorado da Universidade da Virgínia, onde estudou com G. Warren Nutter. Ele trabalhou como analista e consultor no Congresso dos Estados Unidos, onde foi creditado como o principal autor do rascunho original do Economic Recovery Tax Act de 1981. Ele foi o Secretário Adjunto do Tesouro para Política Econômica dos Estados Unidos sob o presidente Ronald Reagan e – depois de deixar o governo – ocupou a cadeira William E. Simon em economia no Centro de Estudos Estratégicos e Internacionais por dez anos e atuou em vários conselhos corporativos. Um ex-editor associado do The Wall Street Journal, seus artigos também apareceram no The New York Times e na Harper's, e ele é autor de mais de uma dúzia de livros e vários artigos revisados por pares.
Desde que se aposentou, ele foi acusado de antissemitismo e teorização de conspiração pela Liga Antidifamação, Southern Poverty Law Center e outros.

## Livros
- Alienation and the Soviet Economy: Toward a General Theory of Marxian Alienation, Organizational Principles, and the Soviet Economy (University of New Mexico Press, 1971) ISBN 0826302084
- Marx's Theory of Exchange, Alienation, and Crisis (Hoover Institution Press, 1973; 1983) ISBN 0817933611
- The Supply Side Revolution: An Insider's Account of Policymaking in Washington (Harvard University Press, 1984) ISBN 0674856201
- Warren Nutter, an Economist for All Time (American Enterprise Institute for Public Policy Research, 1984) ISBN 0844713694
- Meltdown: Inside the Soviet Economy (Cato Institute, 1990) ISBN 0932790801
- The Capitalist Revolution in Latin America (Oxford University Press, 1997) ISBN 0195111761
- Alienation and the Soviet Economy: The Collapse of the Socialist Era (Independent Institute, 1999: 2nd edition) ISBN 094599964X
- The New Color Line: How Quotas and Privilege Destroy Democracy (Regnery Publishing, 1997) ISBN 0895264234
- The Tyranny of Good Intentions: How Prosecutors and Bureaucrats Are Trampling the Constitution in the Name of Justice (2000) ISBN 076152553X (Broadway Books, 2008: nova edição)
- Chile: Dos Visiones La Era Allende-Pinochet (Universidad Andres Bello, 2000). Com: Karen LaFollette Araujo.
- How the Economy Was Lost: The War of the Worlds (AK Press, 2010) ISBN 978-1849350075
- Wirtschaft Am Abgrund: Der Zusammenbruch der Volkswirtschaften und das Scheitern der Globalisierung (Weltbuch Verlag GmbH, 2012) ISBN 978-3938706381. German language.
- Chile: Dos Visiones, La era Allende-Pinochet (2000) ISBN 9562841340
- The Failure of Laissez Faire Capitalism and Economic Dissolution of the West (Clarity Press, 2013) ISBN 0986036250
- How America was Lost. From 9/11 to the Police/Warfare State (Clarity Press, 2014) ISBN 978-0986036293
- The Neoconservative Threat to World Order: Washington's Perilous War for Hegemony (Clarity Press, 2015) ISBN 0986076996
- Amerikas Krieg gegen die Welt... und gegen seine eigenen Ideale (Kopp Verlag, 2015) ISBN 386445221X